# C/2001 OG108 (LONEOS)
O C/2001 OG108 (LONEOS) é um cometa do tipo Halley com um período orbital de 48,51 anos.

## História
O cometa foi descoberto no dia 28 de Julho de 2001, pelo programa LONEOS da NASA através do telescópio do Observatório Lowell.
Após a sua descoberta em 2001, inicialmente se acreditava de que se tratava de um asteroide. Observações feitas em janeiro e fevereiro de 2002 mostrou que o objeto quando se aproximou do seu periélio desenvolveu uma pequena quantidade de atividade cometária. Posteriormente, foi reclassificado como um cometa. O cometa veio ao periélio (abordagem mais próximo do Sol) em 15 de março de 2002. A próxima passagem pelo periélio é calculada para ocorrer em 6 de junho de 2050.

## Características físicas e orbitais
Em 2003, o cometa foi calculado para ter uma magnitude absoluta (H) média de 13,05 ± 0,10, com um albedo de 0,03, dando ao mesmo um diâmetro de 8,9 ± 0,7 km. Usando dados de Fernandez (2004-2005) a JPL lista o cometa com um albedo de 0,05 e um diâmetro de 13,6 ± 1,0 km.
O cometa tem um período de rotação de 2,38 ± 0,02 dias (57,12 horas).
Este cometa provavelmente representa a transição entre os típicos cometas da família Halley, composta por cometas de longo período e extintos. Os damocloides que têm sido estudados como possíveis candidatos a cometas extintos devido à similaridade de seus parâmetros orbitais com os dos cometas da família Halley.